# Liveness
Em programação concorrente, o Liveness se refere a um conjunto de propriedades de sistemas concorrentes, que requerem que um sistema progrida, apesar do fato de que seus componentes em execução simultânea (chamados "processos") podem ter que "revezar" em seções críticas, ou partes do programa que não pode ser executado simultaneamente por vários outros processos. A garantias do Liveness são propriedades importantes em sistemas operacionais e em sistemas distribuídos.